# Élections fédérales canadiennes de 2011 dans les territoires du Nord canadien
Pour les élections fédérales canadiennes de 2011, le Nunavut, les Territoires du Nord-Ouest et le Yukon constituent chacun une circonscription.

## Résultats par circonscription
| Circonscription | Candidats | Candidats            | Candidats | Candidats           | Candidats | Candidats              | Candidats | Candidats            | Candidats | Candidats                      |  | Député sortant   |
| Circonscription |           | Conservateur         |           | Libéral             |           | NPD                    |           | Vert                 |           | Autre                          |  | Député sortant   |
| --------------- | --------- | -------------------- | --------- | ------------------- | --------- | ---------------------- | --------- | -------------------- | --------- | ------------------------------ |  | ---------------- |
| Nunavut         |           | Leona Aglukkaq 3 930 |           | Paul Okalik 2 260   |           | Jack Hicks 1 525       |           | Scott MacCallum 160  |           |                                |  | Leona Aglukkaq   |
| Arctique Ouest  |           | Sandy Lee 5 001      |           | Joe Handley 2 872   |           | Dennis Bevington 7 140 |           | Eli Purchase 472     |           | Bonnie Dawson (Animal All.) 87 |  | Dennis Bevington |
| Yukon           |           | Ryan Leef 5 422      |           | Larry Bagnell 5 290 |           | Kevin Barr 2 308       |           | John Streicker 3 037 |           |                                |  | Larry Bagnell    |